# Paolo Malatesta
Paolo Malatesta (vers 1246-1285), anomenat Paolo il Bello («el Bell») va ser un noble italià. És conegut per l'afer extramatrimonial que va mantenir amb l'esposa del seu germà Francesca Polentani, i que apareix relatat a La Divina Comèdia de Dante.
Va ser el tercer fill de Malatesta da Verucchio i de Concordia di Enrichetto. Va néixer probablement abans de mitjans de segle XIII, tot i que el primer testimoni relatiu a Paolo data de 1263-1264, en una carta en la que el papa Urbà IV concedeix a ell i a la seva família una àmplia gratificació de devoció de la Santa Seu.
Tradicionalment, hom ha afirmat que va ser un home de gran bellesa, raó per la qual se li va donar el sobrenom «el Bell», a més de ser una persona animosa, liberal i poc procliu a la guerra. Malgrat aquesta imatge que s'ha donat d'ell, Paolo va ser present al costat dels seu pare a les campanyes contra els gibel·lins de Romanya. El 1265 va lluitar contra Guiu de Montefeltro i, juntament amb Guiu da Polenta, contra els Traversari.
El 1269 es va casar amb Orabile Beatrice, comtessa de Ghiaggiolo, títol que va ser heretat per Uberto, primogènit del matrimoni, que en heretar acabaria entrant en conflicte amb els seus parents de Rimini. La parella va tenir també Margherita, casada amb el comte d'Aghinolfo, i Ramberto, que va ser el següent comte, després de la mort d'Uberto. La unió va suposar un reforçament dels Malatesta sobre l'herència del comtat de Ghiaggiolo, un territori que s'estenia des del castell homònim a altres poblacions dels Apenins de Forlimpopoli, però també va alentar rivalitats dinàstiques amb el comte de Montefeltro, emparentats amb els comtes Ghiaggiolo.
El març de 1282 el papa Martí V el va nomenar podestà de Florència, i durant el seu servei probablement conegué Dante Alighieri. Va renunciar al càrrec l'1 de febrer de 1283 i va tornar a Rimini. Va morir en algun moment a partir d'aquesta data, però es desconeix quan exactament. La seva mort està relacionada amb un afer amorós extramatrimonial amb Francesca da Pollenta, muller del seu germà Gianciotto. Aquest episodi es relatat a l'Infern (La Divina Comèdia) de Dante, on relata aquest adulteri i l'assassinat de Paolo i de Francesca a mans de Gianciotto. L'homicidi cal datar-lo entre 1283 i 1286, atesa la data de tornada de Paolo a Rimini i les segones núpcies de Gianciotto.